# We Are Harlot (album)
We Are Harlot è il primo album in studio del supergruppo statunitense omonimo, pubblicato il 27 marzo 2015 dalla Roadrunner Records.

## Descrizione
Previsto inizialmente per l'estate 2014, è stato anticipato dal singolo Denial pubblicato il 14 maggio 2014. Il disco presenta elementi tipici del rock anni ottanta ma con sonorità comunque moderne, oltre a reminiscenze di gruppi come Guns N' Roses e Mötley Crüe con tematiche prevalentemente legate al sesso.

## Tracce
Testi e musiche di Bruno Agra, Jeff George e Danny Worsnop.
1. Dancing on Nails – 2:40
2. Dirty Little Thing – 3:10
3. Someday – 4:06
4. Denial – 4:08
5. Easier to Leave – 3:21
6. One More Night – 3:21
7. Never Turn Back – 3:31
8. The One – 3:23
9. Leave for the Night – 2:58
10. Flying Too Close to the Sun – 3:20
11. I Tried – 3:40

## Formazione
- Danny Worsnop – voce
- Jeff George – chitarra
- Brian Weaver – basso
- Bruno Agra – batteria

## Classifiche
| Classifica (2015)          | Posizione massima |
| -------------------------- | ----------------- |
| Regno Unito                | 58                |
| Regno Unito (rock & metal) | 4                 |
| Stati Uniti                | 165               |
| Stati Uniti (hard rock)    | 6                 |
| Stati Uniti (heatseekers)  | 1                 |
| Stati Uniti (rock)         | 28                |